# زمان‌بندی وظایف (ویندوز)
زمان‌بندی وظایف (انگلیسی: Windows Task Scheduler) جزء مایکروسافت ویندوز که امکان برنامه‌ریزی راه‍اندازی برنامه‌ها یا اسکریپت‌ها را در زمان‌های از پیش تعریف شده یا بعد از بازه‌های زمانی مشخص شده فراهم می‌کند: برنامه‌ریزی کار (برنامه‌ریزی کار). اولین بار در مایکروسافت پلاس معرفی شد! برای ویندوز ۹۵ به عنوان سیستم عاملاما در اینترنت اکسپلورر ۴٫۰ و ویندوز۹۸ به Task Scheduler تغییر نام داد. خدمات Windows Event Log قبل از راه اندازی Task Scheduler باید اجرا شود.
این سرویس نباید با برنامه ای که منابع واحد پردازش مرکزی را به پردازش‌هایی که از قبل در حافظه هستند اختصاص می‌دهد اشتباه گرفته شود.

## وظایف
سرویس Task Scheduler با مدیریت Tasks کار می‌کند. کار به عمل (یا اقدامات) انجام شده در پاسخ به ماشه (بازدید کنندگان) اشاره دارد. یک کار با ارتباط مجموعه ای از اقدامات تعریف شده‌است، که می‌تواند شامل راه اندازی برنامه یا انجام برخی از اقدامات تعریف شده عرفی باشد، به مجموعه ای از محرک‌ها، که می‌توانند بصورت زمان یا مبتنی بر رویداد باشند. علاوه بر این، یک کار همچنین می‌تواند متادیتایی داشته باشد که نحوه اجرای این اقدامات را مشخص می‌کند، مانند زمینه امنیتی که کار در آن اجرا خواهد شد. وظایف به پرونده‌های ..jobs سریال می‌شوند و در پوشه مخصوصی با عنوان Told Folder، که در زیرمجموعه‌ها سازماندهی می‌شوند، ذخیره می‌شوند. . به‌طور برنامه ای، با استفاده از رابط کارثبت شده یا شی ثبت شده پوشه کار یا رابط کاربری برنامه‌نویسی پوشه کار و وظایف فردی به پوشه وظیفه دسترسی پیدا می‌کنید.